# B–24 Liberator
A B–24 Liberator a második világháborúban alkalmazott amerikai hadászati nehézbombázó repülőgép volt, melyet a Consolidated Aircraft fejlesztett ki és gyártatott az Amerikai Egyesült Államok Légiereje számára. A Liberator nevet a brit légierőben kapta. Kifejlesztése 1939-ben kezdődött el, első bevetésére 1941-ben került sor. Tervezésénél azt a célt fogalmazták meg, hogy egy ellenálló, minden célra használható modell készüljön el. Annak ellenére, hogy a legnagyobb példányszámban készült amerikai bombázó volt, a B–17 Flying Fortress sokkal nagyobb ismertségre tett szert. A második világháború idején annak minden frontján harcolt, részt vett Magyarország bombázásában is. A B–17-tel szemben szerkezete a harci sérüléseket kevésbé viselte el, a nagy oldalviszonyú vitorlázórepülőgépszerű lamináris Davis-szárnyprofil miatt nehezebben volt vezethető mint a B–17. Fel- és leszálláshoz Fowler-féle fékszárnnyal rendelkezett. A korai változatok motorjai mechanikus, a későbbiek turbófeltöltővel készültek. Előnye volt a B–17-tel szemben, hogy a szembe támadás elleni védelme jobb volt, mert a G változat 26. példányától megjelent a forgatható orrlövész torony. Ugyancsak előnyösebb volt az osztott oldalkormány motorhiba esetén. Az utolsó nagy számban gyártott sorozat a B–24M volt. Különböző változatait teherszállításra, kiképzésre, tengerészeti járőrgépnek és bombázónak használták. Nagy hatósugarú együléses vadászgépek helyett nehézvadászként nem vált be.

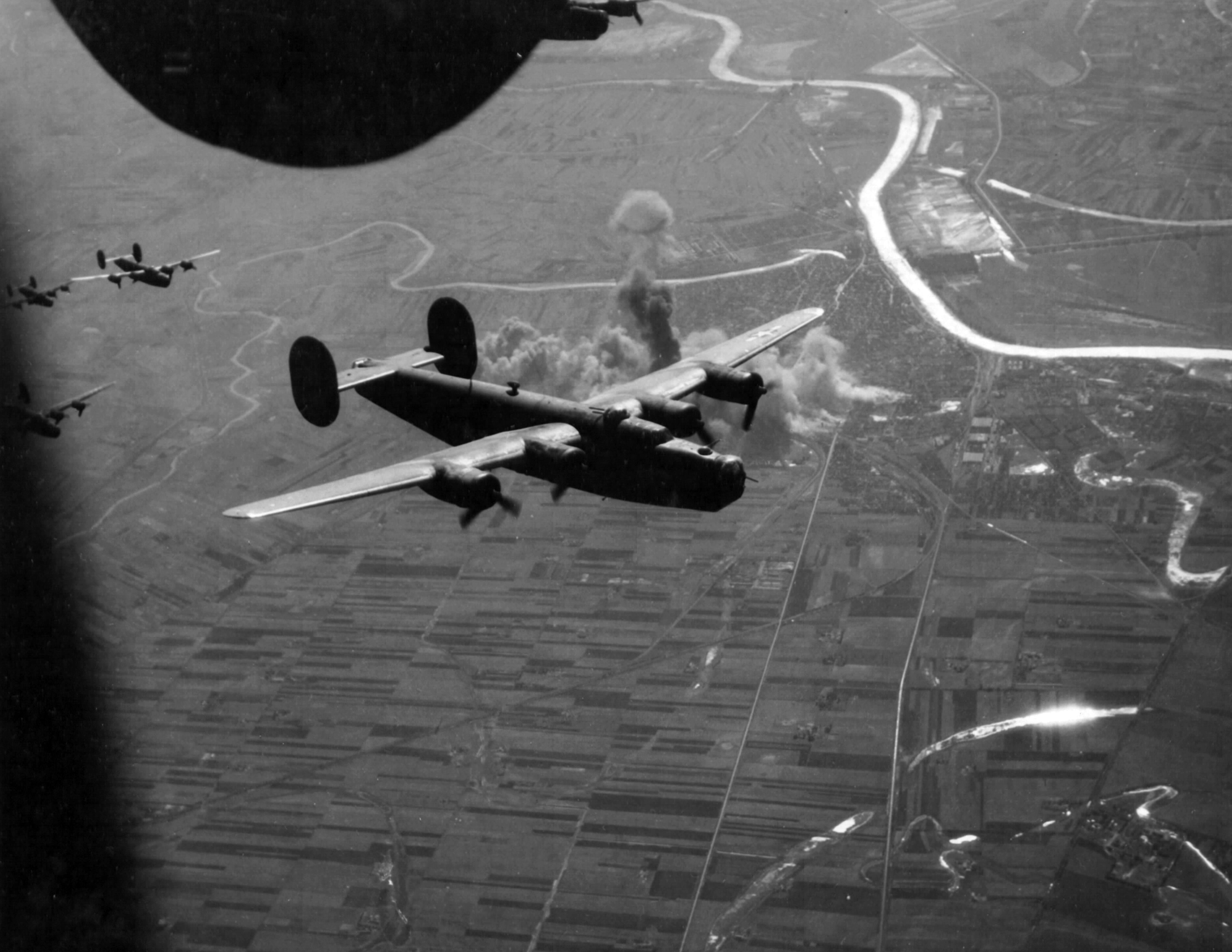
Liberátorok bombázzák a szolnoki vasútállomást 1944-ben

Consolidated B-24 Liberator nehézbombázó

## Változatai

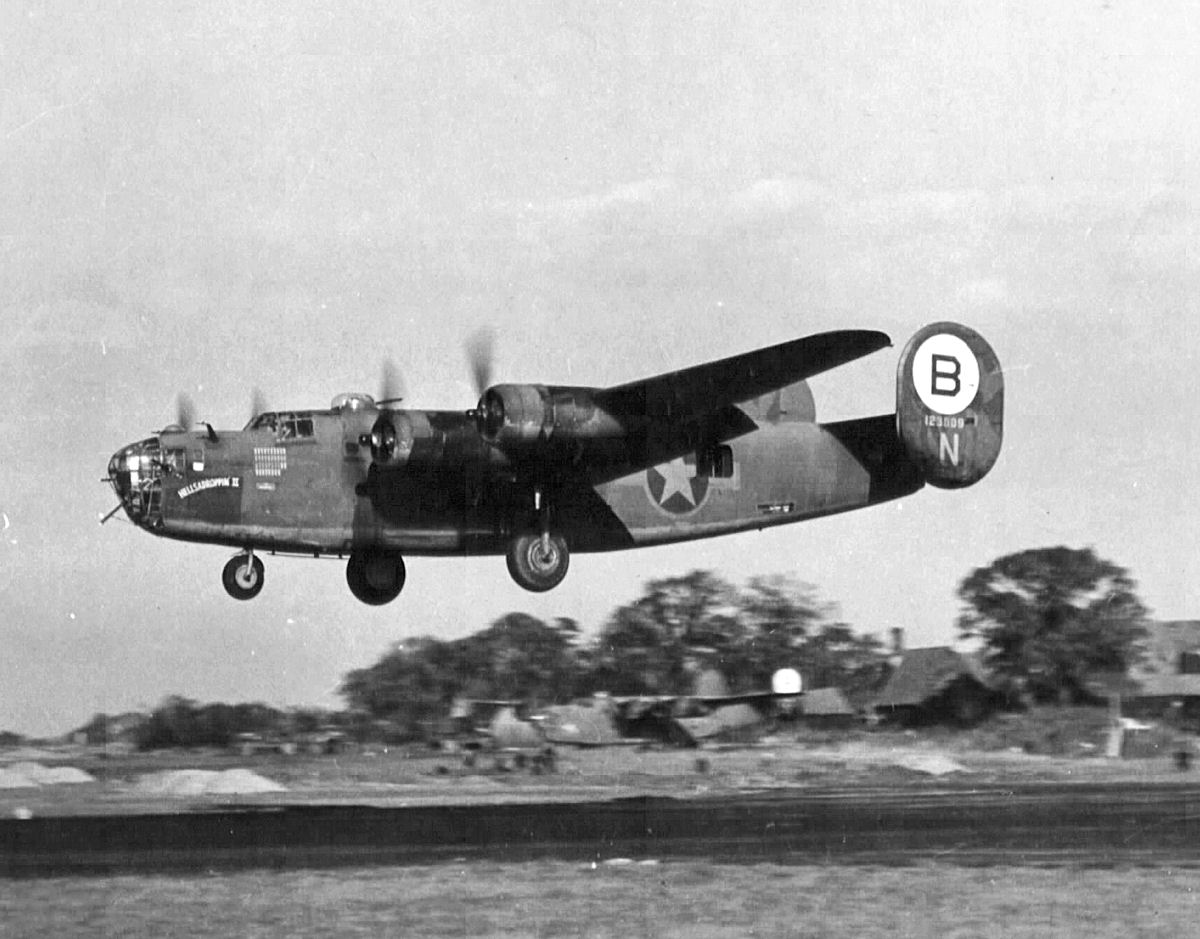
A 41–23809 sorozatszámú B–24D–5–CO brit légitámaszpont felett. A gép a 8. légierő 93. bombázóosztály 329. bombázószázadába tartozott, 1944. szeptember 21-én Belgium felett lezuhant

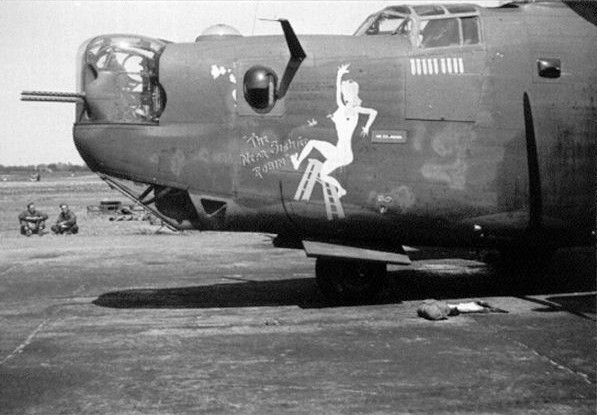
A 41–28851 sorozatszámú B–24H–15 az angliai RAF Mendlesham légitámaszponton. Jól megfigyelhető az orrgéppuska-torony és a pilótafülke melletti páncéllemez. A gép a 34. bombázóosztály 7. bombázószázadába tartozott

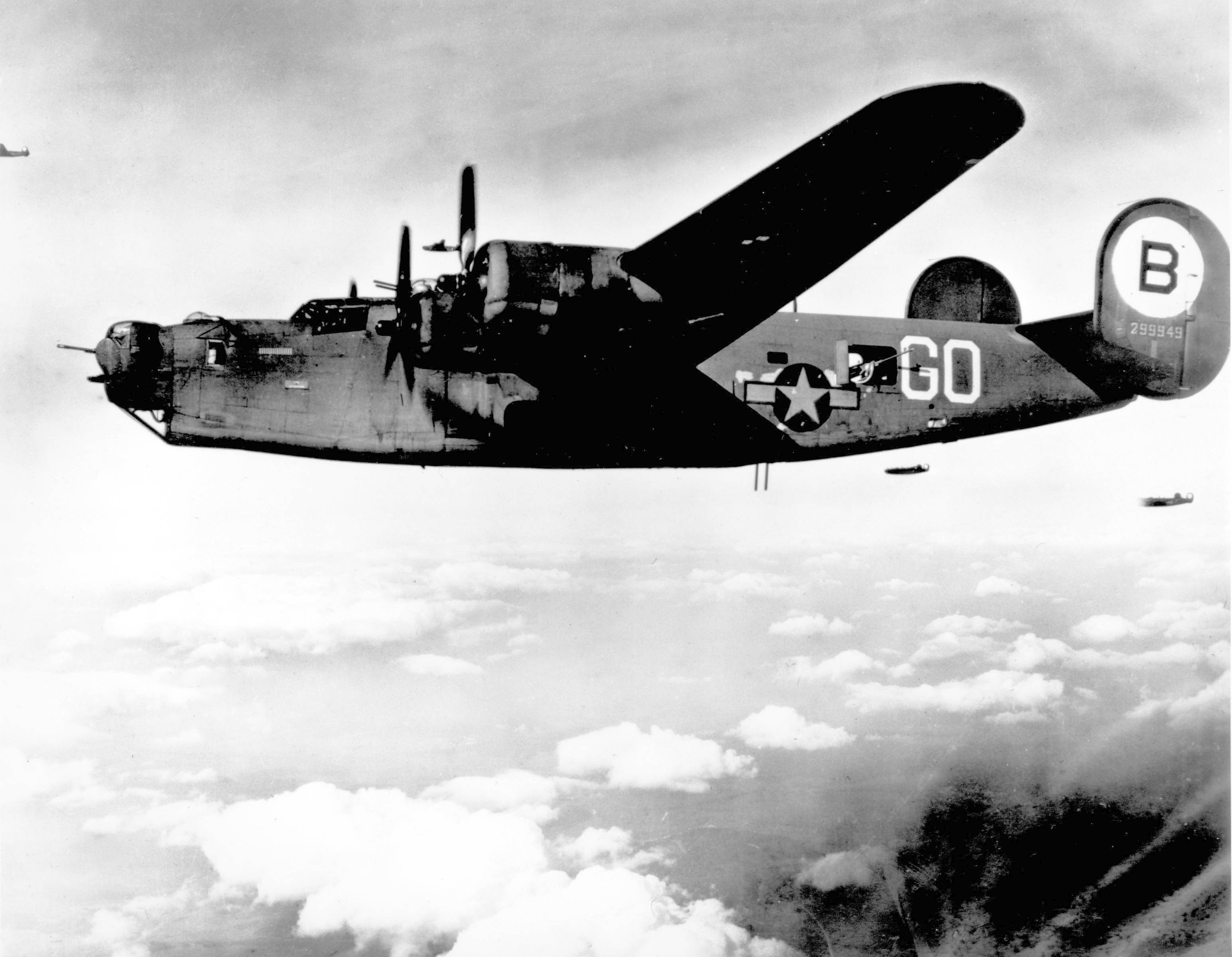
A 42–99949 sorozatszámú B–24J–55 valahol Európa felett. A gép a 8. légierő 93. bombázóosztály 328. bombázószázadába tartozott, 1944. szeptember 21-én Belgium felett lezuhant

- F–7 fényképező/ felderítő változat
- C–87 teherszállító változat
- AT–22 navigátorok kiképzésére repülő tanteremként
- C–109 teherszállító és üzemanyagszállító változat
- XB–41 a bombázók kísérésre szánt nehéz vadász 14 db nehézgéppuskával bombateher helyett. Nem vált be.

B–24CA B–24A továbbfejlesztett változata, amelyre turbófeltöltővel felszerelt R–1830–41 motorokat szereltek. Hogy megtartsák a feltöltő és az intercooler beömlő-nyílását, a motorburkolatot fektetett ellipszis alakúra alakították ki és a két beömlőt a burkolat két oldalán helyezték el. A faroklövész helyét módosították, új, hidraulikus hajtású Consolidated A–6 típusú toronyba egy .50 kaliberes ikergéppuskát szereltek, valamint egy Glenn L. Martin Company tervezte tornyot szereltek a törzs elejére.
Összesen kilenc B–24A lett átépítve.
B–24DAz első nagy sorozatban gyártott változat, 1940 és 1942 között készültek. Gyakorlatilag a C erősebb R–1830–43 turbófeltöltős motorokkal. A gyártás során megváltoztatták a törzs és a farokgéppuskák tornyait.
Összesen 2696 darab épült, melyből a 2381-et a Consolidated San Diegó-i, 305-öt a Fort Worth-i, és 10 darabot a Douglas tuslai gyára gyártott le.
B–24E
XB–24FPrototípus a felfújható gumicsónakok helyére beépített jégtelenítő berendezés teszteléséhez. Összesen 1 darab lett átépítve egy B–24D-ből.
B–24Ga North American Aviation 1942-ben kötött szerződése alapján legyártott B–24D-k típusjele. Sperry Gyroscope Co. által gyártott gömbtorony és három .50 kaliberes géppuska lett szerelve az orrba.
Összesen 25 darab készült el.
B–24G–1a North American által épített B–24H-k típusjele. A legtöbb G a 15. légierőhöz lett leszállítva olaszországi légitámaszpontokra.
Összesen 405 darab épült.
B–24HA szemből támadó német vadásztaktikákra válaszul ebbe az altípusba Emerson A–15 típusú orr-géppuskatornyot is beépítettek. Körülbelül ötvenféle módosítást végeztek a sárkányszerkezeten és átalakították a bombakamrát is. A farok-géppuskás nagyobb látószögű ablakokat és a Martin A–3 „nagy kalap” (high hat) kupolájú tető-géppuskatorony kapott, továbbá az oldallövészek ablakait átlátszó műanyagra cserélték, hogy csökkentség a tüzelés közbeni vibrációt.
A legtöbb gépet a Ford Willow Run-i gyára gyártotta le, összesen 3100 darabot.
B–24JA J nagyon hasonlít a H változatra, azonban az Emerson-orrtorony hiánya miatt egy módosított, hidraulikus működtetésű Consolidated A–6 tornyot alkalmaztak a legtöbb J-n, melyek a Consolidated San Diego-i és Fort Worth-i gyáraiban lettek legyártva. A B–24J-k fejlettebb, C–1 típusú autópilótával lettek felszerelve és a M–1 típusú bombázóirányzékot alkalmaztak. A B–24H részegységeit a J-k számára szintén a Ford gyártotta le és a többi gyár által végszerelt, C–1-gyel, vagy M–1-gyel szerelt gép B–24J típusjelet kapott. A J volt az egyetlen változat, melyet mind az öt gyártó gyártott.
Összesen 6678 darab épült ebből.
- B–24L
- B–24M

## Fordítás
Ez a szócikk részben vagy egészben  a   Consolidated B-24 Liberator című angol Wikipédia-szócikk ezen változatának fordításán alapul.  Az eredeti cikk szerkesztőit annak laptörténete sorolja fel. Ez a jelzés csupán a megfogalmazás eredetét és a szerzői jogokat jelzi, nem szolgál a cikkben szereplő információk forrásmegjelöléseként.